# 盧聖一
盧聖一（ノ・ソンイル 노성일 1952年4月1日 - ）は、韓国の医学者。ミズメディー病院の理事長。黄禹錫と幹細胞に関する研究を関わっていた。
1977年に延世大学校の産婦人科の過程修了する。1985年にオハイオ州立大学の産婦人科の研究員となる。1987年からバージニア大学の研究員となり、1989年から第一病院、1991年から永同第一病院の院長となる。2000年から理事長となる。